# Келес (Сариагаський район)
Келе́с (каз. Келес) — село у складі Сариагаського району Туркестанської області Казахстану. Входить до складу Куркелеського сільського округу.
У радянські часи село називалось Келеське.
Населення — 962 особи (2021; 695 у 2009, 892 у 1999, 540 у 1989).